# 11978 Макотомасако
11978 Макотомасако (11978 Makotomasako) — астероїд головного поясу, відкритий 20 вересня 1995 року.
Тіссеранів параметр щодо Юпітера — 3,333.